# NGC 7586
NGC 7586 ist eine Galaxie vom Hubble-Typ S im Sternbild Pegasus nördlich des Himmelsäquators, die schätzungsweise 364 Millionen Lichtjahre von der Milchstraße entfernt ist.
Das Objekt wurde am 2. September 1864 vom deutschen Astronomen Albert Marth entdeckt.